# Człowiek z Rio
Człowiek z Rio (L'homme de Rio) – popularny francusko-włoski film przygodowy z 1964, w reżyserii Philippe’a de Broki, z Jeanem-Paulem Belmondem i Françoise Dorléac w rolach głównych. Film stanowi unikalną dokumentację architektury i bujnego życia brazylijskich miast Rio de Janeiro i Brasilia podczas przenosin stolicy z jednego historycznego miasta do drugiego modernistycznego.

## Fabuła
Farsa szpiegowska i przygodowa. Nieznani napastnicy kradną amazońską statuetkę z paryskiego muzeum i uprowadzają znawców w dziedzinie wymarłej cywilizacji Malteków. Jest wśród nich Agnes, córka zamordowanego profesora, posiadacza jednej z trzech figurek Malteków. Jej chłopak, Adrien (Jean-Paul Belmondo), żołnierz przebywający w Paryżu na przepustce z koszar, udaje się w pościg, który doprowadzi go do Rio de Janeiro, Brasilii i dżungli amazońskiej.